# Анзегем
Анзегем (нід. Anzegem) — бельгійська громада та однойменне місто у провінції Західна Фландрія. Станом на 1 січня 2013 року населення Анзегема становило 14,471 осіб. Загальна площа — 41,79 км².
У ніч на 16 жовтня 2014 року, середньовічний костел святого Іоанна Хрестителя у Анзегемі був знищений в результаті пожежі.

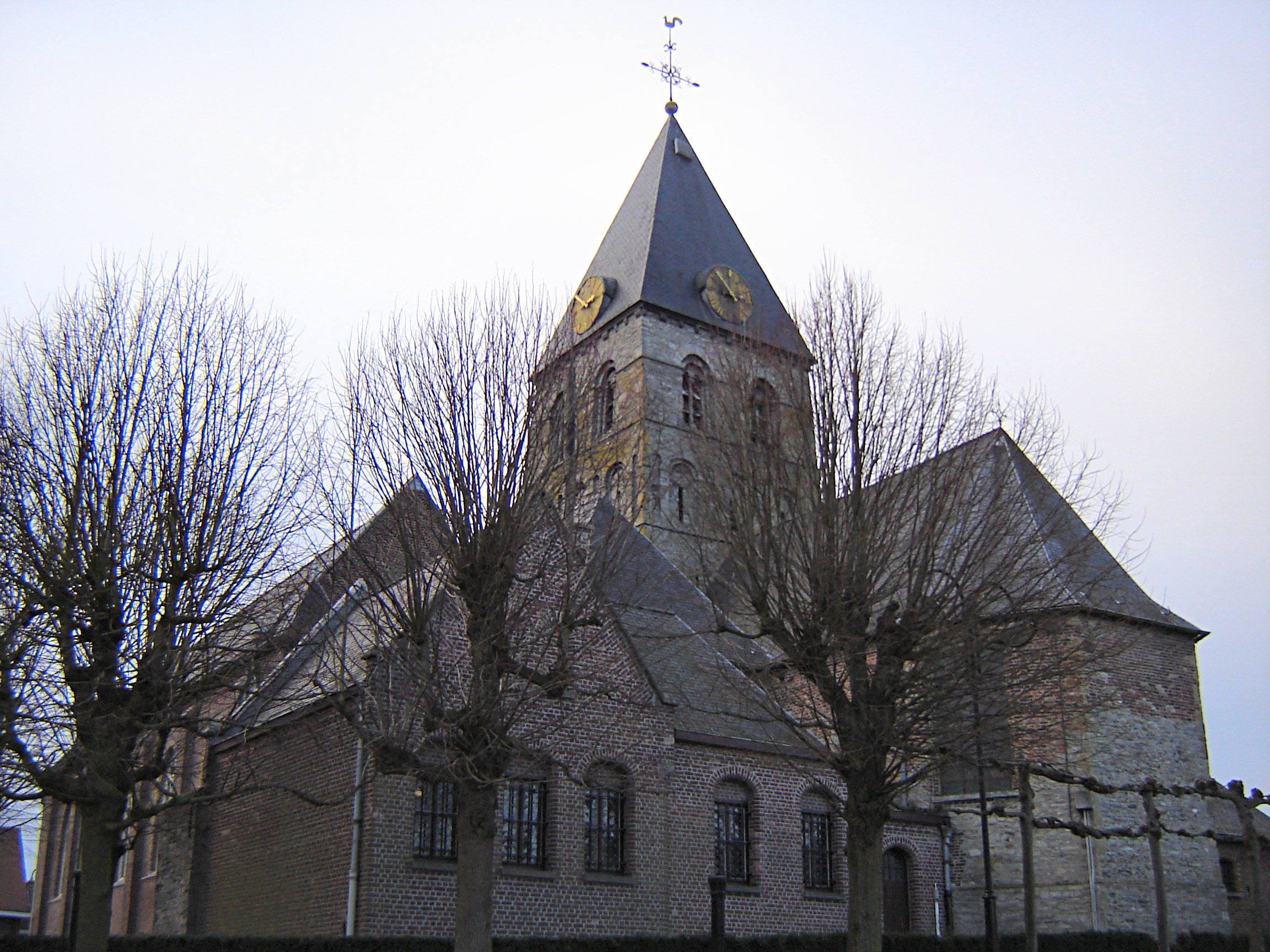
Костел святого Іоанна Хрестителя
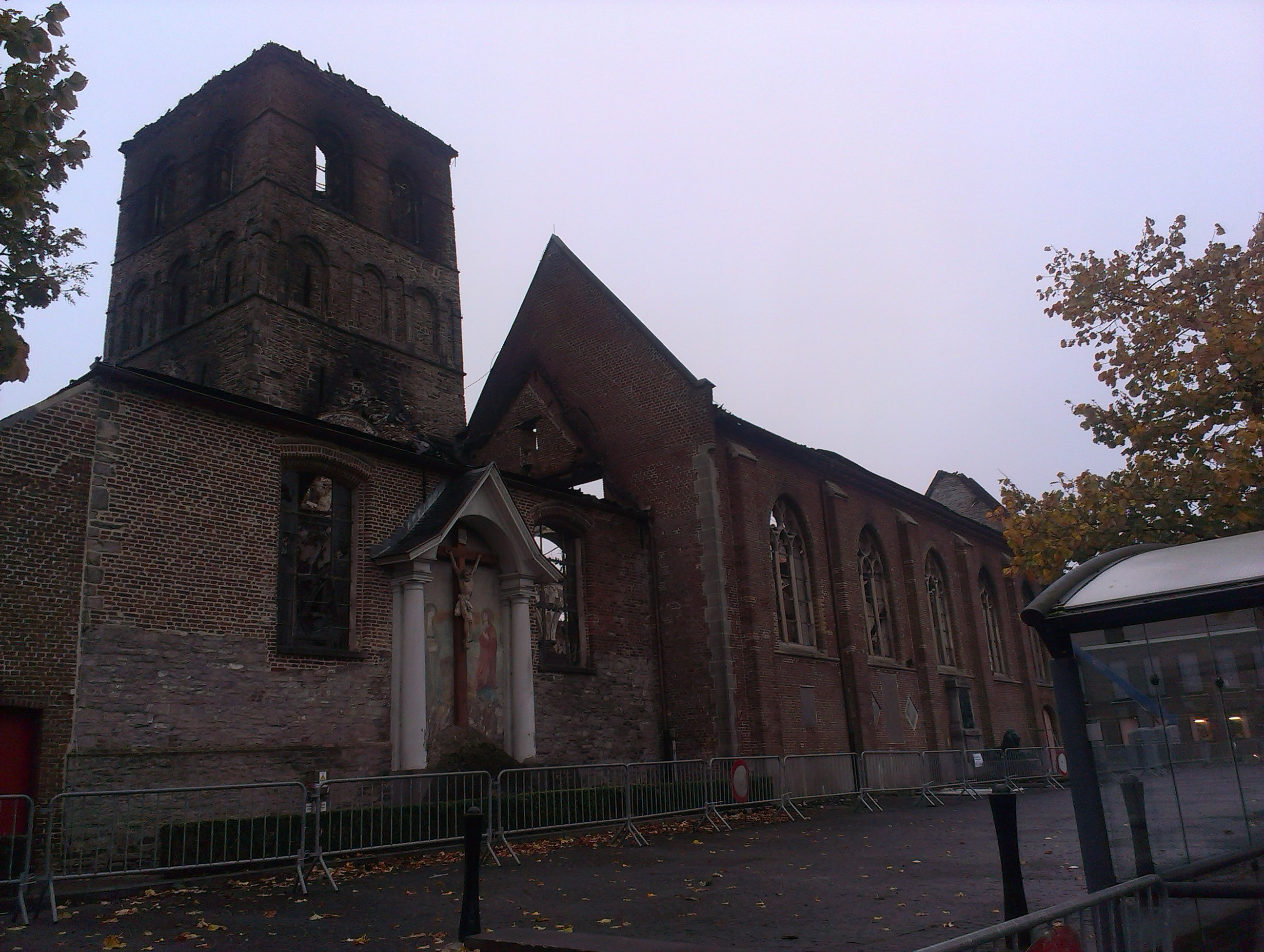
Костел після пожежі

## Міста

| #       | Назва                                                    | Площа (km²) | Населення (31/12/2005) |
| ------- | -------------------------------------------------------- | ----------- | ---------------------- |
| I (VII) | Анзегем - Анзегем (нід. Anzegem) - Хервег (нід. Heirweg) | 16,19       | 4.146                  |
| II      | Гейзельбрехтегем (нід. Gijzelbrechtegem)                 | 0,78        | 800                    |
| III     | Кастер (нід. Kaster)                                     | 4,08        | 833                    |
| IV      | Тігем (нід. Tiegem)                                      | 7,69        | 1.541                  |
| V       | Інгойгем(нід. Ingooigem)                                 | 8,38        | 2.276                  |
| VI      | Віхте (нід. Vichte)                                      | 4,65        | 4.347                  |

## Населення
- 1971: приєднались Гейзельбрехтегем
- 1977: приєднались Інгойгем, Кастер, Тіґем та Віхте